# Tchintabaraden
Tchintabaraden este o comună urbană din departamentul Tchintabaraden, regiunea Tahoua, Niger, cu o populație de 22.212 locuitori (2001).